# Intortus
Intortus (in) (lat. „verdreht“ von intorquere „verwickeln, verdrehen, verflechten“) ist ein Typus der Cirrus-Wolken, deren Fäden sehr unregelmäßig gekrümmt und häufig scheinbar regellos miteinander verflochten sind. Die Filamente entstehen durch starke Winde in großer Höhe.
Die Klassifizierung intortus wird seit 1951 verwendet
Wie andere Cirrus-Wolken kommen Intortus in großen Höhen vor. 